# Eiko Ishioka
Eiko Ishioka (en japonès: 石岡 瑛子, transliteració: Ishioka Eiko) (Tòquio, Japó 1938 - íd. 2012) fou una directora artística, dissenyadora de vestuari i dissenyadora gràfica japonesa, guardonada amb un premi Òscar.

## Biografia
Va néixer el 12 de juliol de 1938] a la ciutat de Tòquio, capital del Japó. Filla d'un dissenyador gràfic, es graduà a la Universitat de Belles arts i música de Tòquio.
Morí el 21 de gener de 2001 a Tòquio a conseqüència d'un càncer de pàncrees. Es casà amb el seu company Nicholas Soultanakis a l'hospital on estava ingressada.

## Carrera artística
Inicià la seva carrera treballant en el departament artístic i de publicitat de la multinacional Shisheido, i posteriorment en els magatzems Parco.
L'any 1985 el director Paul Schrader li encomanà el disseny artístic de la pel·lícula Mishima: A Life in Four Chapters, per la qual fou guardonada en l'edició d'aquell any del Festival de Cannes a la "millor contribució artística" juntament amb el director de fotografia John Bailey i el compositor Philip Glass. Posteriorment treballà amb Francis Ford Coppola, pel qual durant la dècada del 1970 havia realitzat el cartell publicitari japonès de la seva pel·lícula Apocalypse Now, en la producció Dràcula de Bram Stoker, per la qual aconseguí l'Oscar al millor vestuari en l'edició de 1992.
El 1987 fou guardonada amb un premi Grammy al millor disseny artístic del disc de Miles Davis Tutu.

## Premis i nominacions

### Premis Oscar
| Any  | Categoria       | Pel·lícula             | Resultat  |
| ---- | --------------- | ---------------------- | --------- |
| 1992 | Millor vestuari | Dràcula de Bram Stoker | Guanyador |
| 2012 | Millor vestuari | Blancaneu              | Nominat   |

### Premis BAFTA
| Any  | Categoria       | Pel·lícula             | Resultat |
| ---- | --------------- | ---------------------- | -------- |
| 1993 | Millor vestuari | Dràcula de Bram Stoker | Nominat  |

### Premis Grammy
| Any  | Categoria               | Disc | Resultat  |
| ---- | ----------------------- | ---- | --------- |
| 1987 | Millor disseny artístic | Tutu | Guanyador |